# Framicourt
Framicourt è un comune francese di 167 abitanti situato nel dipartimento della Somme nella regione dell'Alta Francia.

## Storia

### Simboli
Il comune non ha adottato uno stemma ufficiale.

## Società

### Evoluzione demografica
Abitanti censiti